# 次仁顿珠 (那曲)
次仁顿珠，中华人民共和国政治人物、全国脱贫攻坚先进个人。

## 生平
次仁顿珠任西藏自治区党委办公厅督查室驻那曲市申扎县塔尔玛乡杂日村工作队队长兼第一书记。因在脱贫攻坚战中作出突出贡献，2021年2月25日全国脱贫攻坚总结表彰大会上，次仁顿珠被授予“全国脱贫攻坚先进个人”。